# Файф-Лейк (Мічиган)
Файф-Лейк (англ. Fife Lake) — селище (англ. village) в США, в окрузі Гранд-Траверс штату Мічиган. Населення — 456 осіб (2020).

## Географія
Файф-Лейк розташований за координатами 44°34′31″ пн. ш. 85°20′56″ зх. д. / 44.57528° пн. ш. 85.34889° зх. д. (44.575271, -85.348810).  За даними Бюро перепису населення США в 2010 році селище мало площу 3,12 км², з яких 1,94 км² — суходіл та 1,17 км² — водойми.

### Клімат
| Клімат : Файф-Лейк    | Клімат : Файф-Лейк | Клімат : Файф-Лейк | Клімат : Файф-Лейк | Клімат : Файф-Лейк | Клімат : Файф-Лейк | Клімат : Файф-Лейк | Клімат : Файф-Лейк | Клімат : Файф-Лейк | Клімат : Файф-Лейк | Клімат : Файф-Лейк | Клімат : Файф-Лейк | Клімат : Файф-Лейк | Клімат : Файф-Лейк |
| Показник              | Січ.               | Лют.               | Бер.               | Квіт.              | Трав.              | Черв.              | Лип.               | Серп.              | Вер.               | Жовт.              | Лист.              | Груд.              | Рік                |
| Середній максимум, °C | 12,2               | −2,8               | −1,7               | 3,3                | 11,7               | 19,4               | 25,0               | 27,2               | 25,6               | 21,1               | 14,4               | 6,1                | −0,6               |
| Середній мінімум, °C  | −12,2              | −13,3              | −8,3               | −1,7               | 3,9                | 9,4                | 11,7               | 11,1               | 7,8                | 2,8                | −2,8               | −8,9               | 0,0                |
| Норма опадів, мм      | 48                 | 36                 | 46                 | 66                 | 66                 | 79                 | 76                 | 74                 | 89                 | 74                 | 71                 | 56                 | 782                |
| --------------------- | ------------------ | ------------------ | ------------------ | ------------------ | ------------------ | ------------------ | ------------------ | ------------------ | ------------------ | ------------------ | ------------------ | ------------------ | ------------------ |
| Джерело: Weatherbase  |                    |                    |                    |                    |                    |                    |                    |                    |                    |                    |                    |                    |                    |

## Демографія
Згідно з переписом 2010 року, у селищі мешкали 443 особи в 189 домогосподарствах у складі 110 родин. Густота населення становила 142 особи/км².  Було 265 помешкань (85/км²).
Расовий склад населення:
| - 95,7 % — білих - 1,6 % — корінних американців - 0,7 % — чорних або афроамериканців |

До двох чи більше рас належало 2,0 %. Частка іспаномовних становила 1,8 % від усіх жителів.
За віковим діапазоном населення розподілялося таким чином: 22,8 % — особи молодші 18 років, 61,6 % — особи у віці 18—64 років, 15,6 % — особи у віці 65 років та старші. Медіана віку мешканця становила 41,1 року. На 100 осіб жіночої статі у селищі припадало 96,0 чоловіків;  на 100 жінок у віці від 18 років та старших — 97,7 чоловіків також старших 18 років.
Середній дохід на одне домашнє господарство  становив 43 816 доларів США (медіана — 33 750), а середній дохід на одну сім'ю — 53 965 доларів (медіана — 44 167). Медіана доходів становила 36 250 доларів для чоловіків та 31 500 доларів для жінок. За межею бідності перебувало 15,3 % осіб, у тому числі 7,1 % дітей у віці до 18 років та 5,1 % осіб у віці 65 років та старших.
Цивільне працевлаштоване населення становило 124 особи. Основні галузі зайнятості: освіта, охорона здоров'я та соціальна допомога — 24,2 %, науковці, спеціалісти, менеджери — 16,1 %, виробництво — 9,7 %, будівництво — 9,7 %.